# Maison de Dragomir Petrović à Šabac
La maison de Dragomir Petrović à Šabac (en serbe cyrillique : Кућа Драгомира Петровића ; en serbe latin : Kuća Dragomira Petrovića) se trouve à Šabac, dans le district de Mačva, en Serbie. Elle est inscrite sur la liste des monuments culturels protégés de la république de Serbie (identifiant no SK 732),.

## Présentation

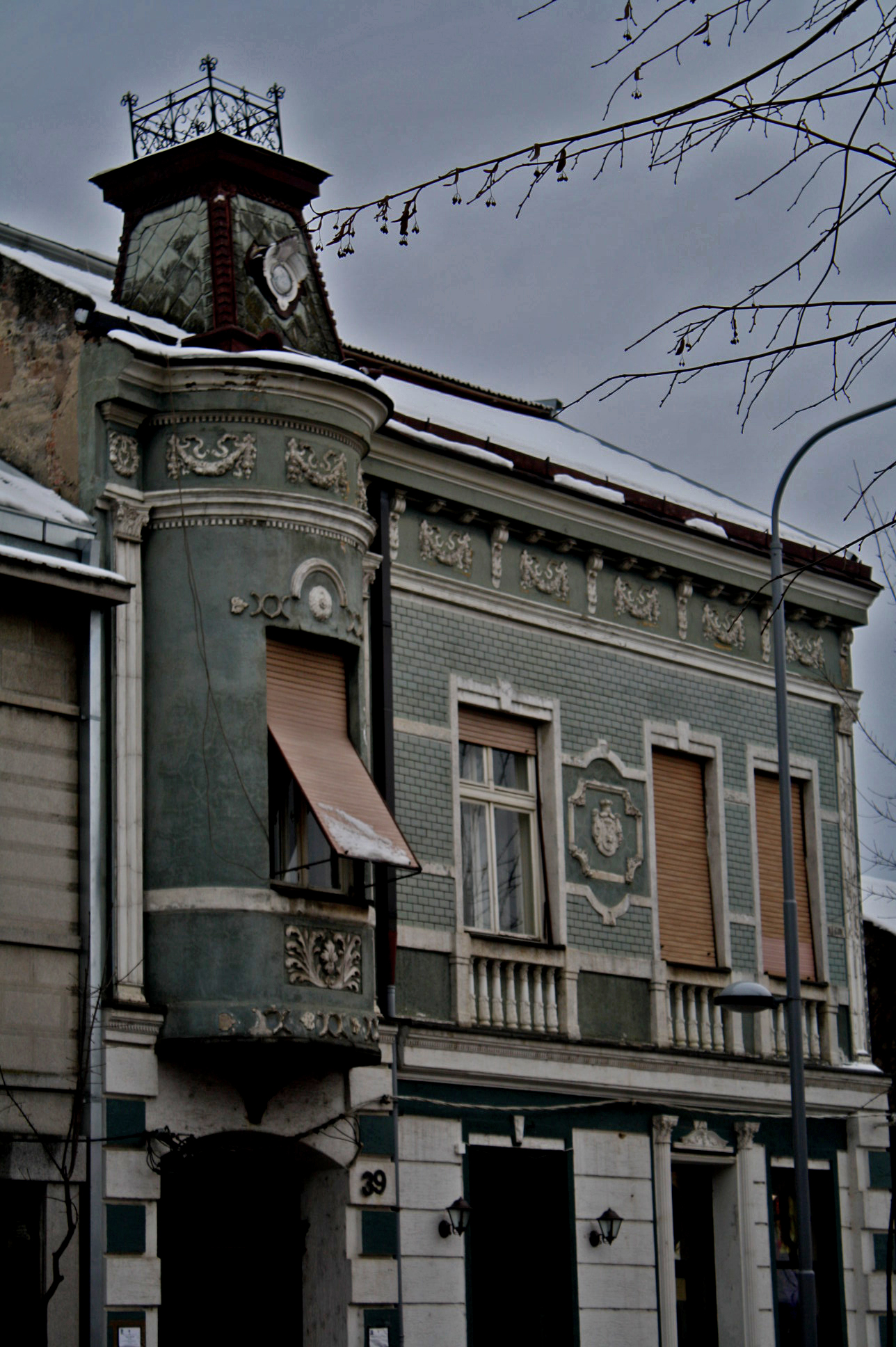
Détail de la façade.

La maison, située 39 rue Masarikova, a été construite en 1912 pour Dragomir Draža Petrović, un avocat de Šabac,.
La façade sur rue est caractéristique du style Sécession,. Elle est ornée de motifs floraux et décorée de couronnes, de guirlandes et de balustres ; elle est peinte de couleurs qui soulignent la combinaison de briques et de mortier,. Cette façade est dotée d'un oriel demi-circulaire dominé par un dôme carré, lui-même surmonté d'une rambarde en fer forgé,.